# Irmhild
Irmhild, auch Irmhilde, ist ein weiblicher Vorname germanischen beziehungsweise althochdeutschen Ursprungs. Es handelt sich um eine Zusammensetzung von «irm», «groß», und «hild», «Kampf», der Name bedeutet also «große Kämpferin». Eine Kurzform ist Imke, eine italienische und katalanische Form des Namens ist Imelda.

## Namensträgerinnen
- Irmhild Wagner (* 1942), deutsche Theaterleiterin und Schauspielerin
- Irmhild Warweg (1905–1983), deutsche Illustratorin und Grafikerin